# 宮崎岳
宮崎 岳（みやざき がく, 1993年12月14日 -）は、千葉県千葉市出身のフットサル選手。ポジションはアラ。サイドでの仕掛けと、豪快なシュートが持ち味。2019年1月にフットサル日本代表に初選出された。

## 経歴
千葉県千葉市出身。4歳年上の兄の影響で小学校1年生から始めたサッカーを高校3年生まで続け、その後フットサルに転向する。
2014年にはバルドラール浦安のセレクションに合格し、浦安の下部組織であるバルドラール浦安セグンド（セカンドチーム）に加入。関東フットサルリーグ1部の試合に出場。
2シーズン目の2015年5月には、セグンド所属のままバルドラール浦安のＦリーグ特別指定選手として登録され、同年7月11日、Fリーグ2015/2016第13節のアグレミーナ浜松戦でFリーグデビューを果たす。2015-16シーズンはFリーグ9試合出場0ゴール。
2016-17シーズンにプリメーロ（浦安トップチーム）昇格を果たす。2016年8月27日、Fリーグ2016/2017第12節のエスポラーダ北海道戦でFリーグ初ゴールを記録した。同年10月、アウェイのシュライカー大阪戦で全治5週間の怪我を負い、負傷明けの11月にセグンド登録へと変更（Ｆリーグ特別指定選手にも登録）。シーズンの残りはセグンド所属として戦った。2016-17シーズン、Fリーグでは24試合出場2ゴール。
2017-18シーズンに再びプリメーロ（浦安トップチーム）での登録。高橋健介新監督の下で更なる成長が期待されたが、18試合出場2ゴールに留まる。
2018-19シーズン、スペイン人のアルベルト・リケル新監督の信頼を得てシーズン序盤から出場時間長く起用され、得点をも量産している。2018年11月に初めてフットサル日本代表候補合宿メンバーへ選出、2019年1月にはフットサル日本代表のタイ遠征メンバーに選出され試合出場した。
2019-20シーズン、アルベルト・リケル体制2シーズン目途中の 9月12日にセグンド登録への変更が発表され、同年10月16日にバルドラール浦安からの退団が発表。同年10月25日にイタリアフットサルリーグ Serie A2（2部）ASD Man fredonia C5 への入団が発表された。

## 所属クラブ

### フットサル
- VEGARRA FC 千葉
- 2014年-2016年 バルドラール浦安セグンド
- 2016年-2019年 バルドラール浦安
- 2019年　バルドラール浦安セグンド
- 2019年- ASD Man fredonia C5

## 代表選出歴
- 2019年  日本代表 国際親善試合 2試合 [11][15]

## 個人成績
| 国内大会個人成績 | 国内大会個人成績 | 国内大会個人成績 | 国内大会個人成績 | 国内大会個人成績 | 国内大会個人成績 | 国内大会個人成績 | 国内大会個人成績 | 国内大会個人成績 | 国内大会個人成績 | 国内大会個人成績 | 国内大会個人成績 |
| 年度             | クラブ           | 背番号           | リーグ           | リーグ戦         | リーグ戦         | リーグ杯         | リーグ杯         | オープン杯       | オープン杯       | 期間通算         | 期間通算         |
| 年度             | クラブ           | 背番号           | リーグ           | 出場             | 得点             | 出場             | 得点             | 出場             | 得点             | 出場             | 得点             |
| 日本             | 日本             | 日本             | 日本             | リーグ戦         | リーグ戦         | オーシャン杯     | オーシャン杯     | 全日本選手権     | 全日本選手権     | 期間通算         | 期間通算         |
| ---------------- | ---------------- | ---------------- | ---------------- | ---------------- | ---------------- | ---------------- | ---------------- | ---------------- | ---------------- | ---------------- | ---------------- |
| 201?-14          | VEGARRA FC 千葉  | ?                | ?                | -                | -                | -                | -                | -                | -                | -                | -                |
| 2014-15          | 浦安セグンド     | 32               | 関東1部          | ??               | 6                | -                | -                | 3                | 0                |                  |                  |
| 2015-16          | 浦安セグンド     | 11               | 関東1部          | ??               | 3                | -                | -                | -                | -                |                  |                  |
| 2015-16          | 浦安             | 11               | Fリーグ          | 9                | 0                | 2                | 1                | -                | -                | 11               | 1                |
| 2016-17          | 浦安             | 11               | Fリーグ          | 24               | 2                | -                | -                | -                | -                | 24               | 2                |
| 2016-17          | 浦安セグンド     | 11               | 関東2部          | ??               | 2                | -                | -                |                  |                  |                  |                  |
| 2017-18          | 浦安             | 11               | Fリーグ          | 18               | 2                | 4                | 0                | 6                | 2                | 28               | 4                |
| 2018-19          | 浦安             | 11               | Fリーグ          | 32               | 12               | 2                | 1                | 3                | 4                | 37               | 17               |
| 2019-20          | 浦安             | 11               | Fリーグ          | 15               | 4                | 2                | 0                |                  |                  |                  |                  |
| 通算             | 日本             | 日本             | Fリーグ          |                  |                  |                  |                  |                  |                  |                  |                  |
| 通算             | 日本             | 日本             | 関東リーグ       |                  |                  |                  |                  |                  |                  |                  |                  |
| 総通算           |                  |                  |                  |                  |                  |                  |                  |                  |                  |                  |                  |

(2019年9月8日終了時点)